# Tadeusz Julian Chrościcki
Tadeusz Julian Chrościcki (ur. 22 maja 1888 w Przytyku, zm. 15 czerwca 1942 w KL Auschwitz) – ziemianin, porucznik rezerwy Wojska Polskiego, członek Tajnej Armii Polskiej, dowódca kadry pułkowej w Pruszkowie, członek Organizacji Bojowej PPS, Związku Walki Czynnej, dowódca plutonu Krakusów w Usnarzu Makarowcu, pow. grodzieński, gm. Krynki . 

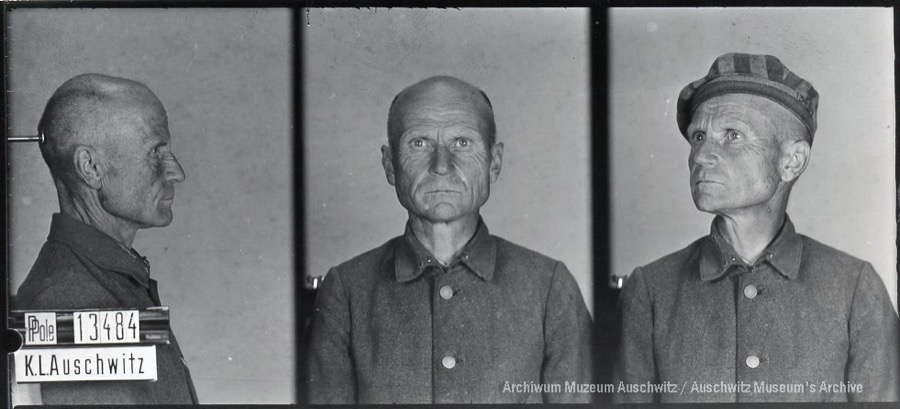
Tadeusz Julian Chrościcki

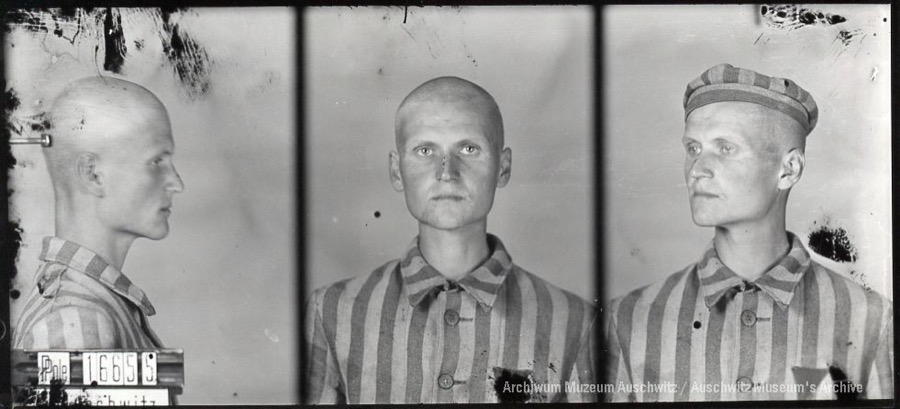
Tadeusz Lucjan Chróścicki

Przed wojną był właścicielem majątku Usnarz Makarowiec . Doprowadził do otwarcia w Krynkach gimnazjum .
Aresztowany 19 września 1940, przebywał na Pawiaku, przez trzy miesiące izolowany w al. Szucha. 6 kwietnia 1941 przybył do obozu koncentracyjnego Auschwitz, w którym zginął 15 czerwca 1942 .
Był żonaty z Julią z Augustowskich, z którą miał syna Tadeusza Lucjana (ur. 27 marca 1919 w Makarowcach) . Syn został zatrzymany 17 października 1940 i osadzony na Pawiaku . 28 maja 1941 przybył do KL Auschwitz (numer więzienny 16655) i został przydzielony do karnej kompanii . 10 czerwca 1942 uciekł z obozu razem z Augustem Kowalczykiem .